# Китандинья
Китандинья (порт. Quitandinha) — муниципалитет в Бразилии, входит в штат Парана. Составная часть мезорегиона-агломерации Куритиба. Входит в экономико-статистический микрорегион Риу-Негру. Население составляет 15 903 человека на 2006 год. Занимает площадь 447,023 км². Плотность населения — 35,6 чел./км².
Праздник города — 13 июня.

## История
Город основан 13 июня 1961 года.

## Статистика
- Валовой внутренний продукт на 2003 год составляет 79 188 754,00 реалов (данные: Бразильский институт географии и статистики).
- Валовой внутренний продукт на душу населения на 2003 год составляет 5071,65 реалов (данные: Бразильский институт географии и статистики).
- Индекс развития человеческого потенциала на 2000 год составляет 0,715 (данные: Программа развития ООН).